# 奧爾科科查湖 (聖胡安德塔魯卡尼區)
16°06′32″S 70°54′15″W / 16.10889°S 70.90417°W
奧爾科科查湖（Urququcha），是秘魯的湖泊，位於該國南部阿雷基帕大區，由阿雷基帕省的聖胡安德塔魯卡尼區負責管轄，處於奇納科查湖東南面。